# Carlos Zéfiro
 (novembre 2018).
Carlos Zéfiro est le pseudonyme d'Alcides Aguiar Caminha, dessinateur de bande dessinée érotique brésilien.

## Biographie
Il est né à Rio de Janeiro le 25 septembre 1921 et mort dans la même ville le 5 juillet 1992.
Il s'est marié à l'âge de 25 ans et a eu 5 enfants.

## Œuvre
Il a publié plus de 500 travaux en noir et blanc entre 1950 et 1970.
Il a, entre autres, réalisé la pochette de l'album Barulhinho bom: Uma viagem musical (1996) de Marisa Monte.